# Dar Chioukh
Dar Chioukh (em árabe: دار الشيوخ) é uma cidade e comuna localizada na província de Djelfa, Argélia. Segundo o censo de 2008, a população total da cidade era de 30 372 habitantes.